# ZTE Grand S
De ZTE Grand S is een high-end-phablet van de Chinese fabrikant ZTE. Het toestel wordt geleverd met Android-versie 4.1. De phablet wordt als eerste op de Chinese markt uitgebracht met verdere uitrol naar de Verenigde Staten. De phablet is alleen verkrijgbaar in het zwart.
De Grand S heeft een schermdiagonaal van 5 inch en behoort daarmee tot de phablets, een categorie gelegen tussen de smartphones en de tablets. Het grote aanraakscherm heeft een HD-resolutie van 1080p. De Grand S draait op een quadcore-processor van 1,7 GHz en beschikt over 2 GB RAM-geheugen. Aan de achterkant van de phablet bevindt zich een 13 megapixelcamera.